# La Porte du ciel
Pour plus de détails, voir Fiche technique et Distribution.
La Porte du ciel (en italien : La porta del cielo) est un film italien réalisé par Vittorio De Sica et sorti en 1944 qui raconte le voyage en train d'un groupe de pèlerins à la Sainte Maison de Lorette, où ils espèrent recevoir un miracle.

## Synopsis
Un train en provenance de Salerno arrive à Rome, un autre, rempli de malades et de pèlerins, le train blanc, part de Rome qui les conduit à la Sainte Maison de Lorette, demeure de la sainte Vierge de laquelle ils attendent la guérison miraculeuse.

## Fiche technique
- Titre original en italien : La porta del cielo
- Titre : La Porte du Ciel
- Réalisation : Vittorio De Sica
- Scénario : Vittorio De Sica, Adolfo Franci, Cesare Zavattini, Diego Fabbri, Carlo Musso, Enrico Ribulzi (non crédité) sur une idée de Pietro Bargellini
- Production : Corrado Conti di Senigallia, Salvo D'Angelo
- Photographie : Aldo Tonti
- Montage : Mario Bonotto
- Montage sonore : Giancarlo Cappelli
- Décors : Salvo D'Angelo
- Musique : Enzo Masetti
- Direction d'orchestre : Franco Ferrara
- Direction artistique : Salvo D'Angelo
- Durée : 88 minutes
- Genre : Dramatique, religieux
- Production : Orbis Film
- Montage sonore : Mario Amari

## Distribution
- Marina Berti : infirmière de la Croix-Rouge
- Massimo Girotti : jeune aveugle
- Carlo Ninchi : accompagnateur de l'aveugle
- Elettra Druscovich : Philomène, la gouvernante
- Giovanni Grasso junior : commerçant paralytique
- Roldano Lupi : Giovanni Brandacci, le pianiste
- María Mercader : Maria
- Giuseppe Forcina : ingénieur
- Cristiano Cristiani : Claudio Gorini, l'enfant
- Elli Parvo : la femme provocante
- Pina Piovani : tante de Claude
- Amelia Rossi Bissi : Madame Enrichetta
- Enrico Ribulsi : neveu du paralytique
- Giulio Calì : le Napolitain curieux
- Annibale Betrone : médecin du train blanc
- Tilde Teldi : la comtesse, directrice de la Croix-Rouge

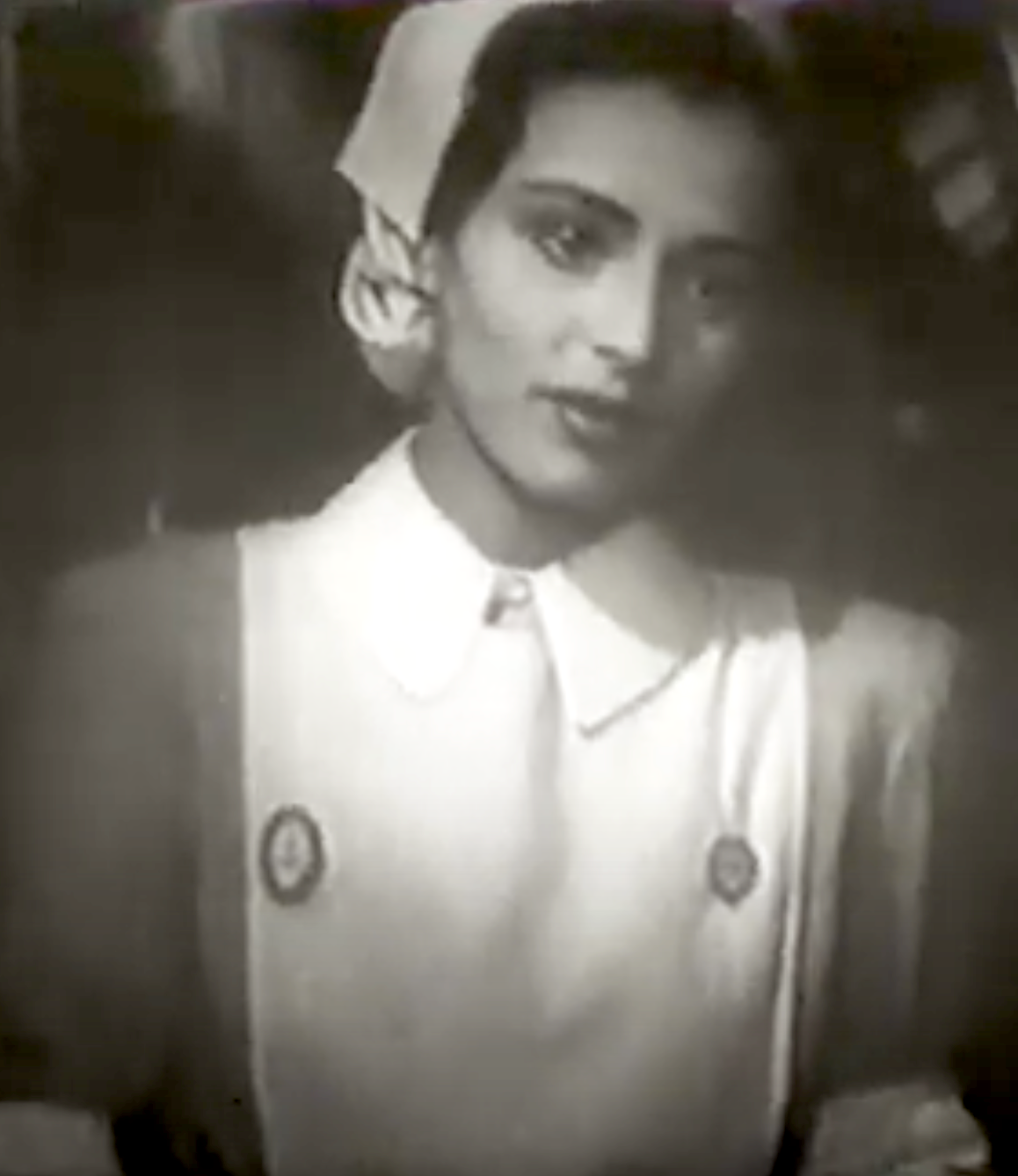
Marina Berti, l’infirmière de la Croix Rouge
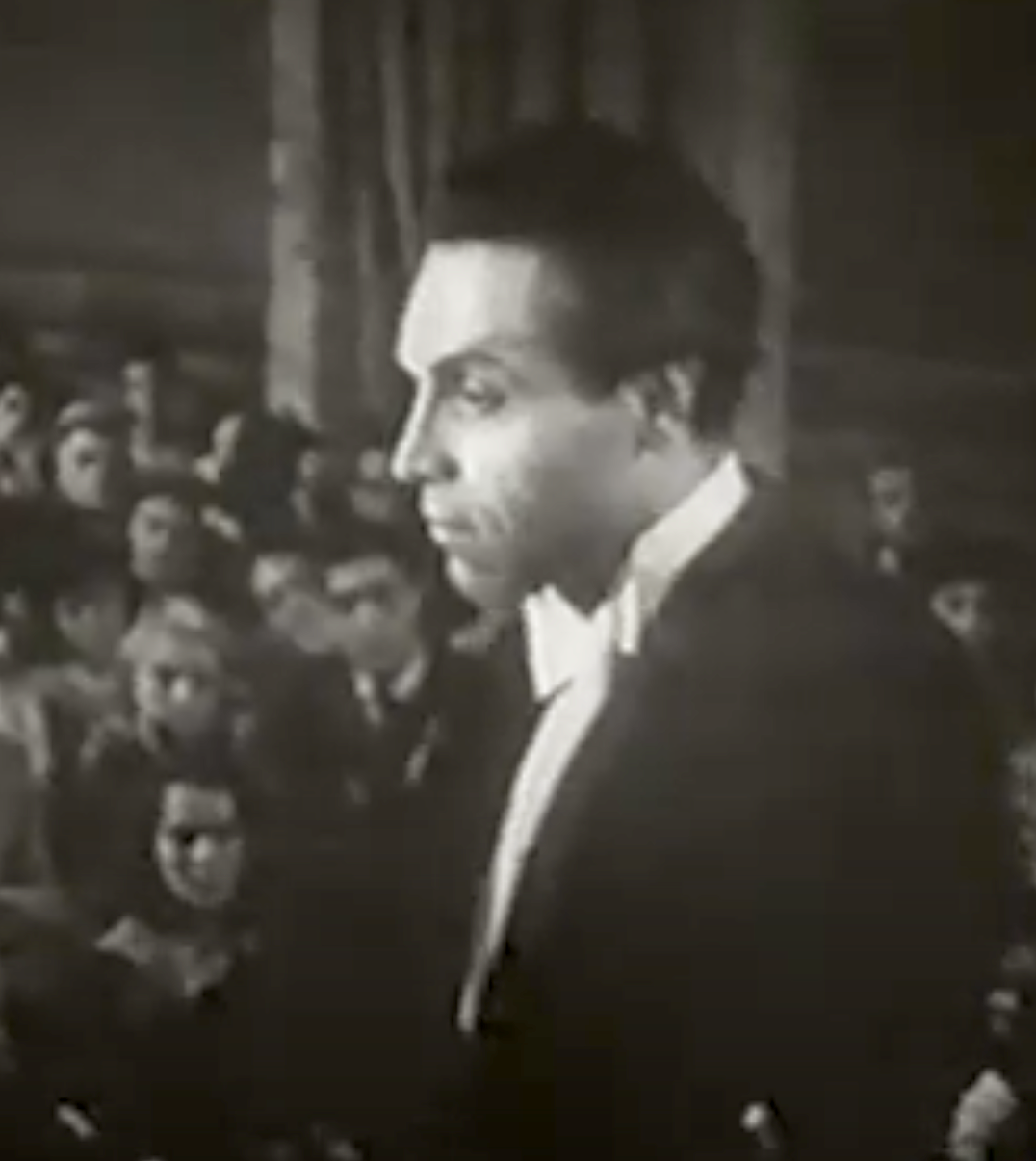
Roldano Lupi, dans Giovanni Brancacci le pianiste
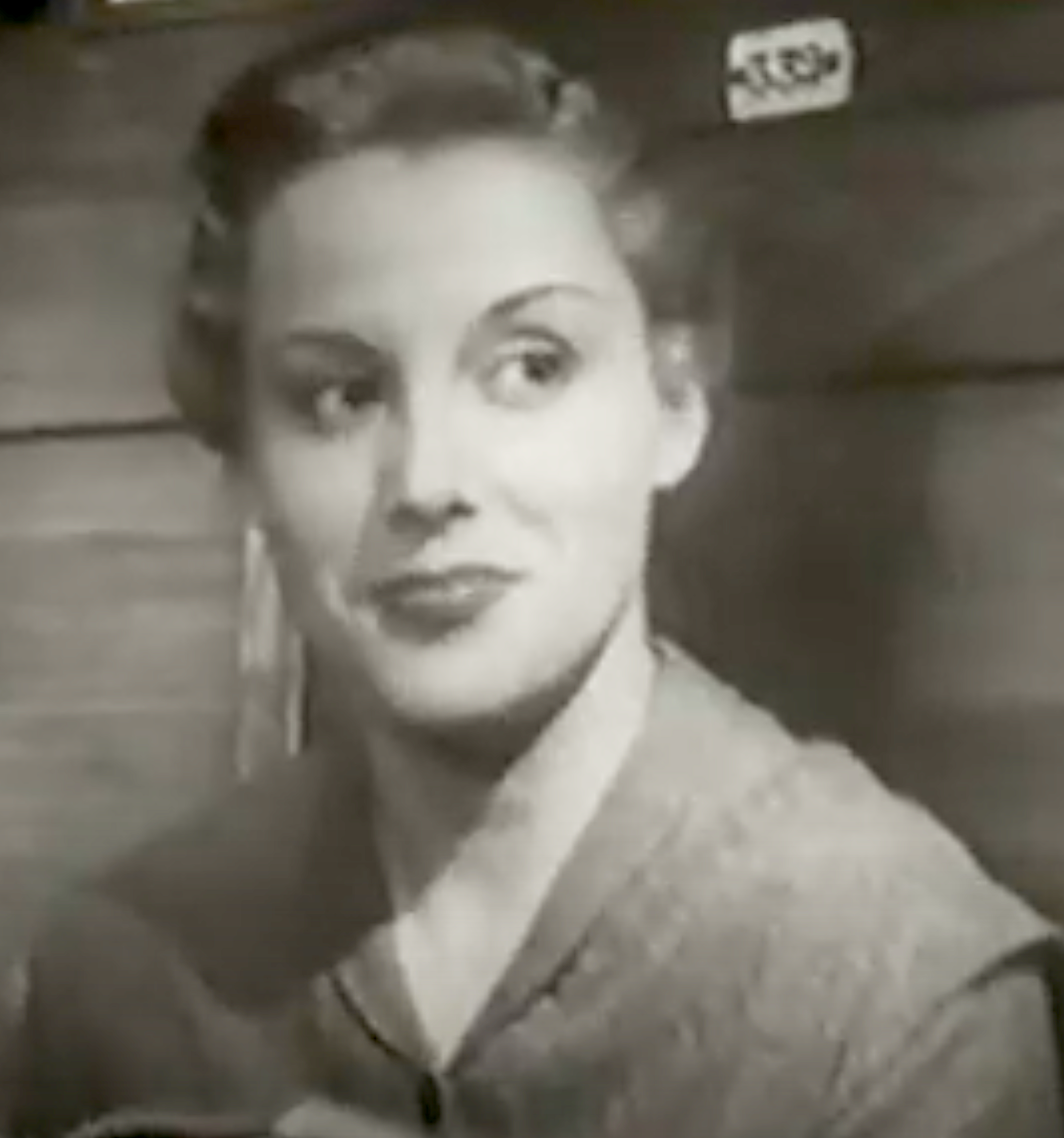
Maria Mercader, dans le rôle de Maria

## Commentaires
« Nouvelles pour les pessimistes : le 20 octobre débutera le tournage du film « La Maison de l’Ange » sous les auspices du Centre Catholique Cinématographique, basé sur une histoire de Piero Bargellini, sera tourné dans le contexte du grand sanctuaire de Loreto »

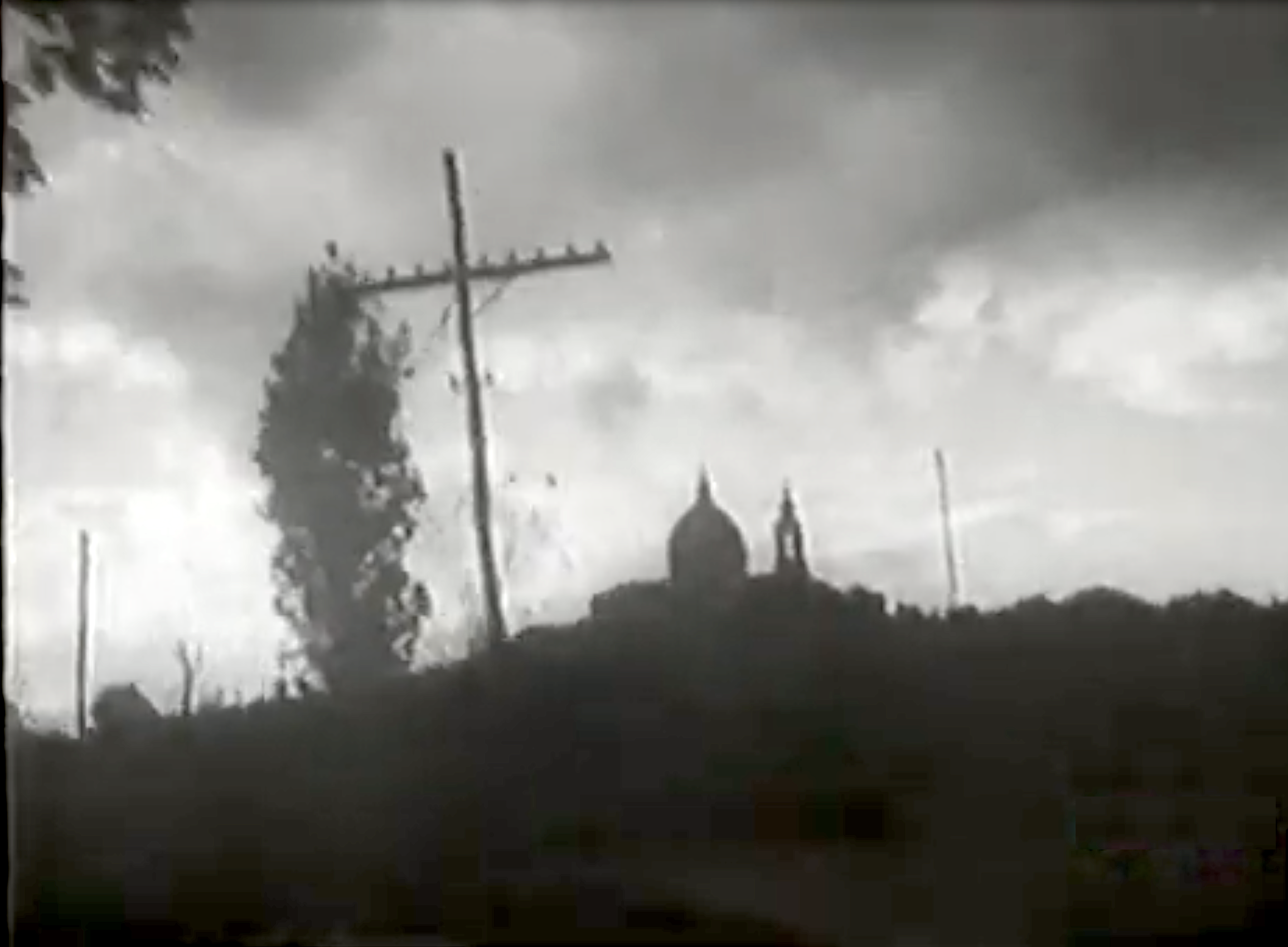
Unique vue du sanctuaire de Loreto depuis le train de nuit en provenance de Rome.

C'est la courte annonce du film, qui changera de titre et deviendra La Porte du ciel, où le nom du réalisateur n'apparaissait pas encore.
C'est Vittorio de Sica, déjà sur la liste des cinéastes qui auraient dû revigorer le régime fasciste de Salò en tournant des films de propagande à Venise, qui a inventé qu'il devait rester à Rome puisqu'il avait été engagé pour tourner le film qui avait María Mercader parmi les interprètes.
C'est elle, alors liée à de Sica puis mariée à lui en secondes noces, qui imposera au producteur exécutif Salvo D'Angelo le nom de l'amant comme réalisateur. Elle obtiendra également du projet directeur, le remplaçant Giovan Battista Montini, que Vittorio de Sica soit effectivement engagé comme réalisateur  lequel voulait que le scénariste soit Cesare Zavattini. De Sica dut alors travailler dur pour convaincre l'incroyant Zavattini d'écrire un scénario sur un miracle, qui finit par accepter.

Zavattini écrivit effectivement à Valentino Bompiani à la Noël 1943 : 
 « Je termine le scénario de ce film sur Loreto. J'y travaille très soigneusement ; De Sica a également pris cela très au sérieux, nous pensons donc que, malgré le fait d'être dans des rimes obligatoires, et pour de nombreuses raisons, très obligatoires, de bonnes choses en sortiront. » 
La production du film, tourné après l'armistice du 8 septembre 1943, à l'époque où les troupes allemandes occupaient la ville de Rome, avec des moyens souvent improvisés et avec l'argent de milieux catholiques, dura intentionnellement plus d'un an pour permettre à l’équipe cinématographique de ne pas avoir à se déplacer à Venise où le régime de Salò voulait créer une nouvelle ville du cinéma et qui promettait en plus un toit garanti et un repas chaud.

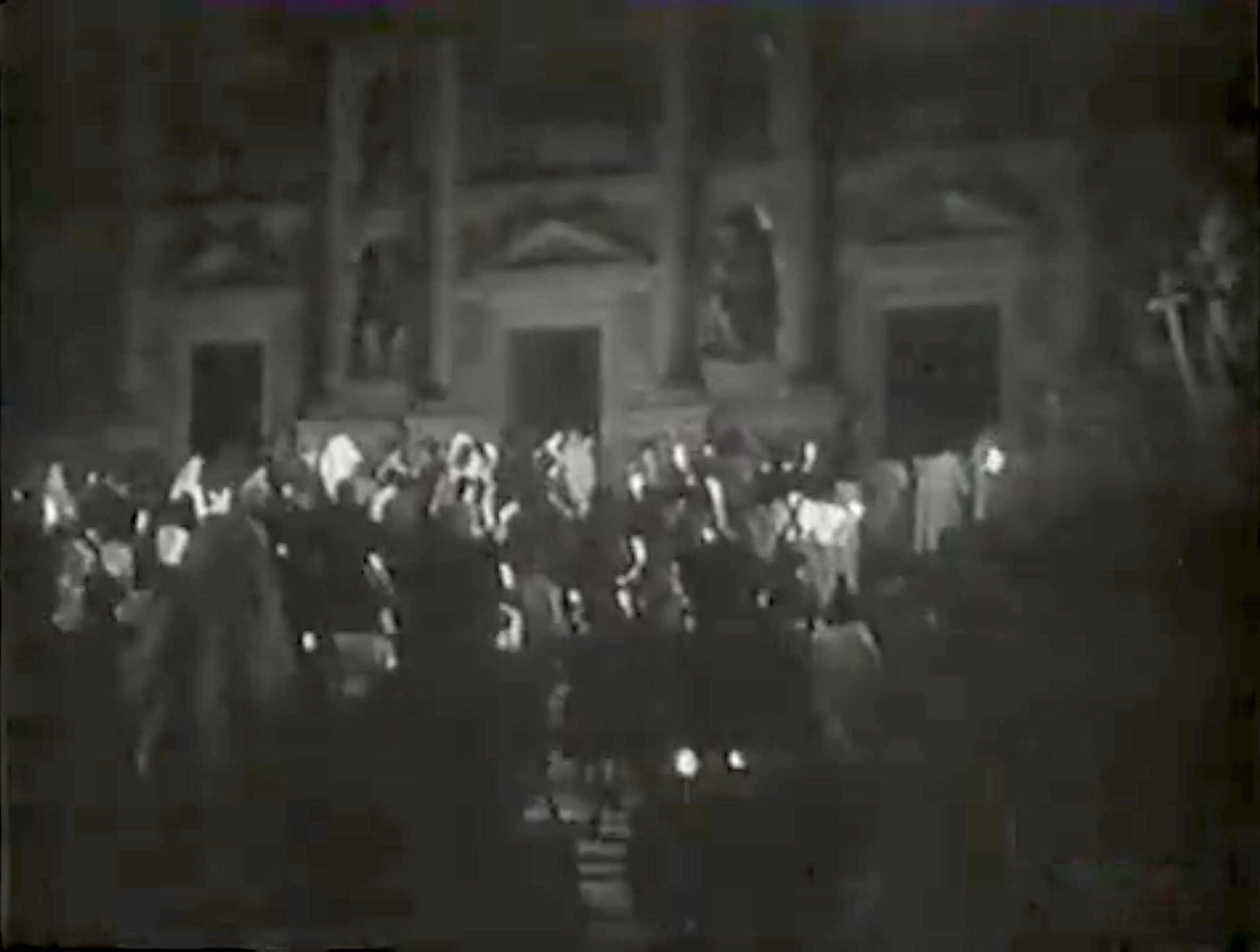
Reconstitution de la Sainte Maison de Lorette dans la basilique romaine de saint-Paul-hors-les-murs.

Le film tourné à l'intérieur de la basilique Saint-Paul-hors-les-Murs, où le Sanctuaire de Loreto a également été reconstruit, servit également à cacher des Juifs et des politiciens persécutés qui y avaient trouvé refuge contre les raids des Allemands et des fascistes.
Les membres de la troupe, "huit cents personnes entre les figurants et les divers techniciens", ("Je les avais enfermés à clé - dit De Sica - sinon quelqu'un aurait pu s’enfuir... » Après quoi il se met à rire comme après une blague réussie. [...])  abusaient de « l'hospitalité qui leur était offerte en bivouacant, cuisinant, fumant et flirtant, au scandale des moines, partout où cela se produisait.
À la fin de la fusillade « tout le monde a quitté la basilique (dans un état pitoyable), et a ensuite été empêché d'y retourner par des moines et des gardes palatins qui avaient conscience de leurs "ravages". Au bonheur du moment s'ajoute pour De Sica le regret de ne pas pouvoir serrer la main des ecclésiastiques qui l'ont aidé (dont Monseigneur Montini, également photographié lors d'une inspection). Après cela, le vicariat a interdit tout tournage de film dans les églises » à la seule exception de Roberto Rossellini pour Rome, ville ouverte.
Le film a été présenté dans les salles en novembre 1944 mais, dit De Sica, « plus tard, quelque chose s'est produit qui m'a causé un autre mécontentement : le film a disparu de la circulation. Ce n'était certes pas orthodoxe, le miracle invoqué par les malades ne s'est pas produit, ils se sont résignés, c'était pour moi le vrai miracle ; donc peut-être que le même C.C.C. qui l'avait commandé, mécontent, a fait de son mieux pour l'écarter ».

### Musique du film et Musique dans le film
À partir de la 31ème minute, le spectateur plonge dans l'histoire du pianiste Giovanni Brandacci qui résonne comme un hommage de De Sica au grand musicien Franco Ferrara. Ce dernier apparaît dans la séquence du concert, accompagnant le piano dans les Variations symphoniques de César Franck. La séquence est courte, mais elle donne une idée du splendide geste de direction pour lequel Ferrara était célèbre. Vers 1944-1945, sa carrière est sur le point de s'arrêter prématurément, en raison d'une maladie obscure qui l'oblige de plus en plus à interrompre ses concerts. À la 33ème minute et 22 secondes, lorsqu'il se tourne vers Roldano Lupi qui ne joue plus, Franco Ferrara regarde son propre mal en face : une admirable scène cathartique, voulue expressément par Vittorio de Sica comme dans un espoir de guérison du malheureux chef d'orchestre.

## Critique
« Conçu et tourné pendant l'occupation allemande de Rome, le film est tout éclairé par un sens religieux de l'amour et de la douleur. Plein de séquences d'une noble sensibilité cinématographique, digne d'un réalisateur intelligent comme Vittorio De Sica ». 
« ... De Sica sait apporter dans ses œuvres ce qu'il y a de vivant et d'observé qui fait leur fortune. C'était très facile de se tromper dans ce film en se cachant derrière la noblesse de l'hypothèse : De Sica ne l'a pas fait parce qu'il a réussi à rester lui-même. » Les personnages sont représentés "avec un œil sensible et... font la grâce du film, donnant la vérité à l'action, empêchant l'épanouissement de la rhétorique ». 